# 1998 PG
(31345) 1998 PG är en jordnära Amor-asteroid som upptäcktes 3 augusti 1998 av Lowell Observatory Near-Earth-Object Search vid Anderson Mesa Station.

## Måne
29 augusti 1998 upptäcktes med hjälp av ljuskurvestudier att asteroiden är binär. Omloppsbanan har en halv storaxel på 1,4 kilometer och gör ett varv på 14 timmar. Månen är 270 meter i diameter jämfört med moderasteroidens 900 meter.